# Corba d'aprenentatge (aprenentatge automàtic)

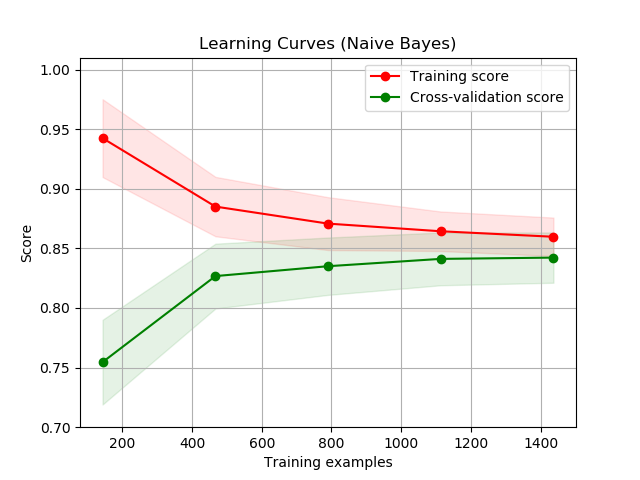
Corba d'aprenentatge que mostra la puntuació d'entrenament i la puntuació de validació creuada.

En l'aprenentatge automàtic, una corba d'aprenentatge (o corba d'entrenament) representa el valor òptim de la funció de pèrdua d'un model per a un conjunt d'entrenament amb aquesta funció de pèrdua avaluada en un conjunt de dades de validació amb els mateixos paràmetres que va produir la funció òptima. És una eina per esbrinar quant es beneficia un model de màquina afegint més dades d'entrenament i si l'estimador pateix més un error de variància o un error de biaix. Si tant la puntuació de validació com la puntuació d'entrenament convergeixen a un valor que és massa baix amb l'augment de la mida del conjunt d'entrenament, no es beneficiarà gaire de més dades d'entrenament.
La corba d'aprenentatge automàtic és útil per a molts propòsits, com ara comparar diferents algorismes, triar els paràmetres del model durant el disseny, ajustar l'optimització per millorar la convergència i determinar la quantitat de dades utilitzades per a l'entrenament.
En el domini de l'aprenentatge automàtic, hi ha dues implicacions de les corbes d'aprenentatge que difereixen en l'eix x de les corbes, amb l'experiència del model representada gràficament com el nombre d'exemples d'entrenament utilitzats per a l'aprenentatge o el nombre d'iteracions utilitzades en l'entrenament del model.

## Definició
Un model d'aprenentatge automàtic està produint una funció, f(x), que donada una mica d'informació, x, prediu alguna variable, y, a partir de les dades d'entrenament {\displaystyle X_{\text{train}}} i {\displaystyle Y_{\text{train}}}. És diferent de l'optimització matemàtica perquè {\displaystyle f} hauria de predir bé per {\displaystyle x} fora de {\displaystyle X_{\text{train}}}.
Sovint limitem les funcions possibles a una família de funcions parametritzada, {\displaystyle \{f_{\theta }(x):\theta \in \Theta \}}, perquè la nostra funció sigui més generalitzable o perquè la funció tingui certes propietats com les que fan trobar un bé {\displaystyle f} més fàcil, o perquè tenim alguna raó a priori per pensar que aquestes propietats són certes. :172
Atès que no és possible produir una funció que encaixi perfectament les dades, llavors és necessari produir una funció de pèrdua {\displaystyle L(f_{\theta }(X),Y')} per mesurar com de bona és la nostra predicció. Aleshores definim un procés d'optimització que troba a {\displaystyle \theta } que minimitza {\displaystyle L(f_{\theta }(X_{,}Y))} denominat {\displaystyle \theta ^{*}(X,Y)}.